# Rua Guaicurus
Die Rua Guaicurus in Belo Horizonte ist einer der bekanntesten Rotlichtbezirke in Brasilien.

## Name
Rua Guaicurus lautet übersetzt „Straße der Guaycurús“, wobei die Guaycurús ein indigenes Volk sind, das aus Paraguay in das Gebiet, zu dem heute Belo Horizonte gehört, zugewandert sind. Mit Guaycurú bezeichnet man auch die Guaycurú-Sprache oder Sprache der Sprachgruppe Mataco-Guaycurú-Sprachen.

## Lage
Die Rua Guaicurus befindet sich im Zentrum Belo Horizontes, Hauptstadt des Bundesstaates Minas Gerais, einer Metropole mit über zwei Millionen Einwohnern. Sie befindet sich zwischen dem Bahnhof und dem Busbahnhof, den auch die zahlreichen Fernbusse anlaufen.

## Geschichte
Als Belo Horizonte von 1894 bis 1897 konstruiert und erbaut wurde, folgte man den Beispielen wie Paris oder Washington, indem man nicht nur systematisch rechtwinklige Straßennetze mit einigen Diagonalen entwarf, sondern auch jeder Straße ihren Zweck zuwies. Die Rua Guaicurus barg daher zunächst kleine Betriebe mit industrieller Fertigung. Sie stellte außerdem die Verbindung Bahnhof über den Busbahnhof und seinen Vorplatz zum Stadtteil Lagoinha her, in dem sich die Vergnügungsstätten befanden. Mit der Zeit siedelten sich auch andere Betriebe an, dazu kamen Getreidegeschäfte syrischer Einwanderer, die hauptsächlich in diesem Teil der Stadt siedelten.
Da der das Zentrum umgebende Fluss Arrudas häufig über die Ufer trat, wechselten die Betriebe in höher gelegene Regionen, und an ihre Stelle traten Bars und Kabarette mit Angeboten für Männer aus den unterschiedlichen sozialen Schichten. Die eleganteren Einrichtungen boten Live-Musik und aus Europa importierte Prostituierte, die einfacheren nahmen mit einheimischen Mädchen vorlieb. Das berühmteste Kabarett nannte sich Palácio (Palast) und unterhielt ein eigenes Radioprogramm unter Leitung eines künstlerischen Direktors. Viele Prostituierte arbeiteten hier im Höhepunkt ihrer Karriere und endeten später im „Curral das Éguas“ (Stutenkoppel oder Stutenstall), einem Bordell, das nur dem Namen nach Kabarett war, in Wahrheit aber lediglich in dunklen, heruntergekommenen Zimmern die Frauen anbot, die aufgrund von Alter, Drogenmissbrauch oder Krankheit in anderen Einrichtungen nicht mehr geduldet waren. Im Laufe der Zeit verschwanden die eleganten Häuser und die Rua Guaicurus einschließlich der angrenzenden Teile der Rua Sao Paulo wurde eine Zone für einfache Prostituierte, in der die zuletzt beschriebene Art der Häuser zur Regel wurde.
Die Rua Guaicurus ist Sitz der Organisation Aprosmig (Associação das Prostitutas de Minas Gerais, auf Deutsch: Organisation der Prostituierten in Minas Gerais), die unter anderem dadurch bekannt wurde, dass sie die jährlichen Schönheitswettbewerbe „Miss Prostituierte“ austrägt, den Prostituierten vor der Fußballweltmeisterschaft 2014 und den Olympischen Spielen 2016 in Brasilien auf die Bedürfnisse der Frauen zugeschnittene Englischkurse angeboten hat, den Prostituierten, selbst denen, die auf der Straße arbeiten, die Möglichkeit verschafft hat, auch bargeldlos zu kassieren und ein kleines Sexmuseum unterhält. Die Aprosmig verteidigt die Laufhäuser gegen Anfeindungen einiger Politiker, die diese schließen wollen, und streicht heraus, dass die Häuser den Frauen die Möglichkeit geben, geschützt vor Zuhältern und Gewalt zu arbeiten.

## Trivia
Die berühmteste Prostituierte der Rua Guaicurus soll Hilda Furacão in den 1960er Jahren gewesen sein, die im gleichnamigen Buch von Roberto Drummond dargestellt wurde. Andere Prostituierte, die zeitweilig dort gearbeitet haben, sind die brasilianischen Schriftstellerinnen und Aktivistinnen Gabriela Leite und Petala Parreira.